# Blekinge golfdistriktsförbund
Blekinge golfdistriktsförbund omfattar golfklubbarna i Blekinge län.

## Golfklubbar i Blekinge golfdistriktsförbund

### Carlskrona golfklubb
Huvudartikel: Carlskrona golfklubb

### Karlshamns golfklubb
Karlshamns golfklubb ligger i Mörrum. Klubben bildades 1965.
| Gamla banan | 18 hål | Par 72 |  | Park- och skogsbana | Spelklar 1966 | Arkitekt: Duglas Brasier, Roy Victorson |

| Nya banan | 18 hål | Par 72 | 5751 5546 5279 4842 | Park- och skogsbana | Spelklar 2003 | Arkitekt: Jan Sederholm |

### Leråkra golfklubb
Leråkra golfklubb ligger i Ronneby kommun. Klubben bildades 1996.
| Leråkra golfbana | 9 hål | Par 36 |  | Parkbana | Spelklar 9 hål 1996, 12 hål 2005 | Arkitekt: |

Leråkra Golf har inte en 9-hålsbana utan det är en 12-hålsbana.

### Nicklastorp golfklubb
Nicklastorps golfklubb ligger i Karlskrona.
| Nicklastorps golfbana | 18 hål | Par 71 | 5456 5165 5000 4425 | Skogsbana | Spelklar 1990 | Arkitekt: Björn Eriksson, Nils-Edvard Nilsson |

### Olofströms golfklubb
Olofströms golfklubb bildades 1989.
| Olofströms golfbana | 18 hål | Par 71 | 5538 4703 | Parkbana | Spelklar 9 hål 1991, 18 hål 1996 | Arkitekt: Jarl Jonasson |

### Ronneby golfklubb
Ronneby golfklubb bildades 1963.
| Ronneby golfbana | 18 hål | Par 70 |  | Parkbana | Spelklar 1965 | Arkitekt: Douglas Brasier, Åke Persson |

### Sölvesborgs golfklubb
Huvudartikel: Sölvesborgs golfklubb

### Trummenäs golfklubb
Trummenäs golfklubb ligger vid Trummenäs. Klubben bildades 1989.
| Trummenäs golfbana | 18 hål | Par 72 |  | Campingbana | Spelklar 1992 | Arkitekt: Ingmar Eriksson |